# Catherine Baker
 (août 2021).
Pour les articles homonymes, voir Baker.
Catherine Baker, née à Lille le 16 juillet 1947, est une femme de lettres française proche du mouvement libertaire.

## Biographie
Elle a été d'abord journaliste (ancienne élève de l'École supérieure de journalisme de Lille, 43e promotion) avant de se consacrer à son œuvre littéraire.

## Non-scolarisation
Dans Insoumission à l'école obligatoire, elle fait la critique du système éducatif obligatoire et justifie le choix des parents qui ont choisi la non-scolarisation : « […] dès que le déclin de l'Église s'est manifesté, il a fallu que l'État trouve de toute urgence le moyen de se faire admettre dans les esprits et ce de façon aussi totalitaire que l'Église y était parvenue. »

## Radios
Dans la lignée de Christiane Rochefort (chez Grasset : Les Petits Enfants du siècle, Encore heureux qu'on va vers l'été, Les enfants d'abord), Catherine Baker a également produit de nombreuses émissions, notamment à France Culture. En général, ces séries traitent de thèmes liés à l'enfermement (prisons, écoles, hôpitaux psychiatriques, etc.).

## Prison
Son dernier ouvrage Pourquoi faudrait-il punir ? est consacré à l'abolition du droit pénal et à celle des prisons. Elle a recherché une maison d'édition offrant la particularité d'accepter la mise en ligne gratuite du texte intégral, parallèlement à l'édition à faible coût sur papier.

## Citations
Quelques citations de Catherine Baker : « La seule lutte profondément utile à mener, ce n'est pas contre l'autorité, mais contre la soumission. Là seulement, le pouvoir, quel qu'il soit, est perdant. ».
« Les intellectuels, qui se savent des privilégiés, nourrissent l'espoir d'une école où l'on respecterait mieux l'égalité des chances : ils veulent bien que tout le monde soit riche et instruit. Ce qu'ils ne veulent pas, c'est avoir une plus petite part du gâteau.[...] Tous ces gens de gauche, volontiers cyniques, savent très bien que les programmes politiques ne peuvent envisager un enseignement non obligatoire, car la gauche comme la droite a besoin de reproduire ses propres couches sociales, selon sa hiérarchie propre. Elle a ses croyances à elle qu'il lui faut bien transmettre aussi. ».
Et avec Christiane Rochefort sur la colonisation des esprits et des cœurs : « On occupe les enfants comme on occupe un pays ».

## Principaux ouvrages
- 1978 : Les Contemplatives, des femmes entre elles, éd. Stock
- 1982 : Balade dans les solitudes ordinaires, éd. Stock
- 1985 : Insoumission à l'école obligatoire, éd. Bernard Barrault, réédité en 2006 chez Tahin Party.
- 1988 : Les Cahiers au feu, éd. Bernard Barrault
- 1995 : L'Abolition de la prison, Éditions du Ravin bleu (texte lu lors du Congrès abolitionniste d'Amsterdam de juin 1985)
- 1996 : Inès de Castro ou Votre Souveraine Présence, théâtre de l’Enjeu
- 2004 : Pourquoi faudrait-il punir ? Sur l’abolition du système pénal, éd. Tahin Party, lire en ligne

### Articles
- Manifeste abolitionniste, mars 1984, texte intégral.